# Medal of Honor (серія ігор)
Medal of Honor — серія відеоігор в жанрі шутера від першого особи, об'єднана тематикою Другої світової війни, за винятком ігор 2010 і 2012 років випуску. Творцем серії є Стівен Спілберг — один з найуспішніших американських кінорежисерів. Перша і друга гри серіалу, що вийшли в 1999 і в 2000 роках, призначалися тільки для ігрової консолі PlayStation. Подальші гри серії виходили на персональних комп'ютерах під керуванням Microsoft Windows і Mac OS, а також ігрових консолях PlayStation 2, PlayStation 3, PlayStation Portable, Xbox, Xbox 360, Game Boy Advance, Nintendo GameCube і Wii.

## Список ігор серії Medal of Honor
| Рік  | Назва                                       | Розробник                                      | Платформа            | Платформа         | Платформа        | Платформа |
| Рік  | Назва                                       | Розробник                                      | Sony                 | Microsoft         | Nintendo         | Apple     |
| ---- | ------------------------------------------- | ---------------------------------------------- | -------------------- | ----------------- | ---------------- | --------- |
| 1999 | Medal of Honor                              | DreamWorks Interactive                         | PlayStation          | -                 | -                | -         |
| 2000 | Medal of Honor: Underground                 | DreamWorks Interactive, Rebellion Developments | PlayStation          | -                 | Game Boy Advance | -         |
| 2002 | Medal of Honor: Allied Assault              | 2015, Inc.                                     | -                    | Windows           | -                | OS X      |
| 2002 | Medal of Honor: Frontline                   | EA Los Angeles                                 | PlayStation 2        | Xbox              | GameCube         | -         |
| 2002 | Medal of Honor: Allied Assault Spearhead    | EA Los Angeles                                 | -                    | Windows           | -                | OS X      |
| 2003 | Medal of Honor: Allied Assault Breakthrough | TKO Software                                   | -                    | Windows           | -                | OS X      |
| 2003 | Medal of Honor: Rising Sun                  | EA Los Angeles                                 | PlayStation 2        | Xbox              | GameCube         | -         |
| 2003 | Medal of Honor: Infiltrator                 | Netherock Ltd.                                 | -                    | -                 | Game Boy Advance | -         |
| 2004 | Medal of Honor: Pacific Assault             | EA Los Angeles, TKO Software                   | -                    | Windows           | -                | -         |
| 2005 | Medal of Honor: European Assault            | EA Los Angeles                                 | PlayStation 2        | Xbox              | GameCube         | -         |
| 2006 | Medal of Honor: Heroes                      | Team Fusion                                    | PlayStation Portable | -                 | -                | -         |
| 2007 | Medal of Honor: Vanguard                    | EA Los Angeles, Budcat Creations               | PlayStation 2        | -                 | Wii              | -         |
| 2007 | Medal of Honor: Airborne                    | EA Los Angeles                                 | PlayStation 3        | Windows, Xbox 360 | -                | -         |
| 2007 | Medal of Honor: Heroes 2                    | EA Los Angeles, EA Canada                      | PlayStation Portable | -                 | Wii              | -         |
| 2010 | Medal of Honor                              | Danger Close Games, DICE                       | PlayStation 3        | Windows, Xbox 360 | -                | -         |
| 2012 | Medal of Honor: Warfighter                  | Danger Close Games                             | PlayStation 3        | Windows, Xbox 360 | -                | -         |
| 2020 | Medal of Honor: Above and Beyond            | Respawn Entertainment                          |                      | Windows           |                  |           |

## Збірники і перевидання
- Medal of Honor: Twin Pack (PS1)
- Medal of Honor: Allied Assault Deluxe Edition (Win, Mac)
- Medal of Honor: War Chest (Win, Mac)
- Medal of Honor: Collection (PS2)
- EA World War II Collection: The Ultimate WWII Combat Expereience (Win)
- EA Warfare Collection (Win)
- The World of EA Games (Win, Mac)
- Medal of Honor: 10th Anniversary Edition (Win)

## Саундтрек
15 квітня 2011 в продаж надійшло колекційне видання (2000 копій) саундтрека до всіх ігор серії Medal of Honor , що містить в собі 8 дисків і буклет в 40 сторінок:
- Перші 7 дисків містять музику до виданих ігор серії.
- 8 диск містить не видані раніше твори для ігор Medal of Honor: Airborne , Medal of Honor: Rising Sun і Medal of Honor: European Assault.

## Закриття серії Medal of Honor
У листопаді показники продажів гри Medal of Honor: Warfighter оцінювалися аналітиками як дуже низькі, це було визнано і видавцем Electronic Arts , які чекали від гри вищих показників. Ще в листопаді 2012 року аналітики повідомляли, що настільки невисокі оцінки, які гра отримала від ігрових ресурсів і від самих гравців, і низькі показники продажів можуть призвести до повторного закриття серії ігор Medal of Honor, що в підсумку і сталося. Офіційно про закриття розвитку серії ігор Medal of Honor оголошено 30 січня 2013 в ході оголошення фінансових показників EA за третій квартал 2012 року.
У середині лютого 2013 року провідний креативний директор EA Річ Хіллман (англ. Rich Hilleman) сказав наступне: «Причина закриття серії ігор Medal of Honor не в тому, що шутерів багато або показники Medal of Honor кажуть про те, що тематика військових подій в іграх більше нецікава. Справа в тому, що зі свого боку ми повинні були попрацювати краще над грою Medal of Honor: Warfighter. Зараз ми вважаємо, що тут (в жанрі шутерів) у нас повинен бути один хіт і як цей хіт ми вибираємо Battlefield. Серія повернеться, але тільки тоді, коли для цього буде відповідний час».